# Схторашен
Схторашен (азерб. Şıx Dursun, вірм. Սխտորաշեն), Ших Дурсун (азерб. Şıx Dursun) — село у Мартунинському районі Нагірно-Карабаської Республіки. Населення села за даними 2005 р. становило 19 осіб, а саме село відноситься до сільради сусіднього великого села Кармір шука. Село відоме тим, що в ньому розташоване дерево — платан, якому 2000 років. Схторашен — це тупикове село, яке з'єднане дорогою з сусіднім селом Гергер.
Село розташоване на території історичного регіону Варанда. 3 березня 1991 р. під час Карабаського конфлікту село було атаковане азербайджанцями з сусіднього Фізулінського району.

## Пам'ятки
В селі розташована церква Сурб Аствацацін 1731 р., джерело 19 ст. та цвинтар 17-19 ст.

## Галерея

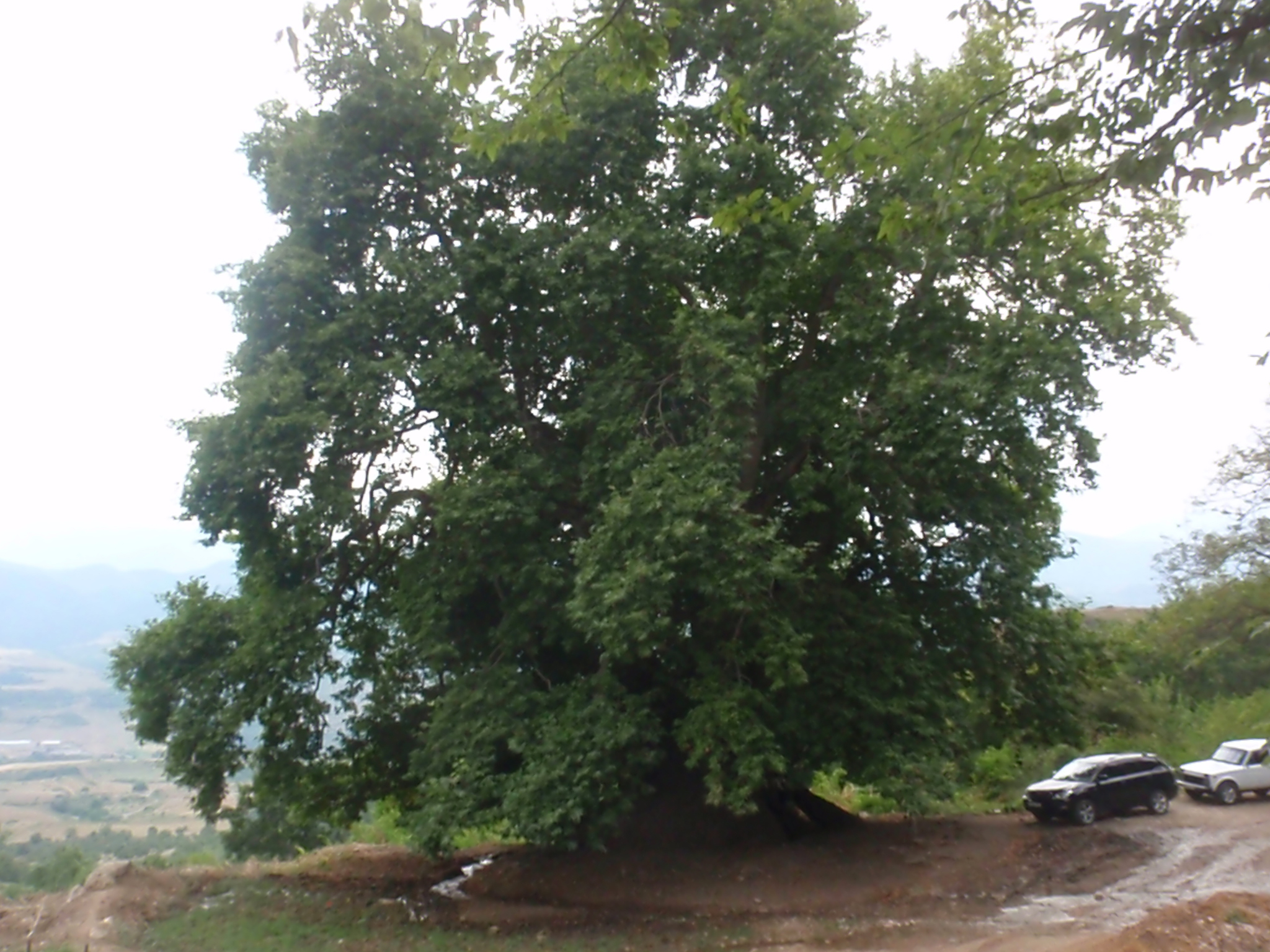
Загальний вигляд на Платан Чінарі (його розмір можна порівняти з машинами, що стоять поруч)
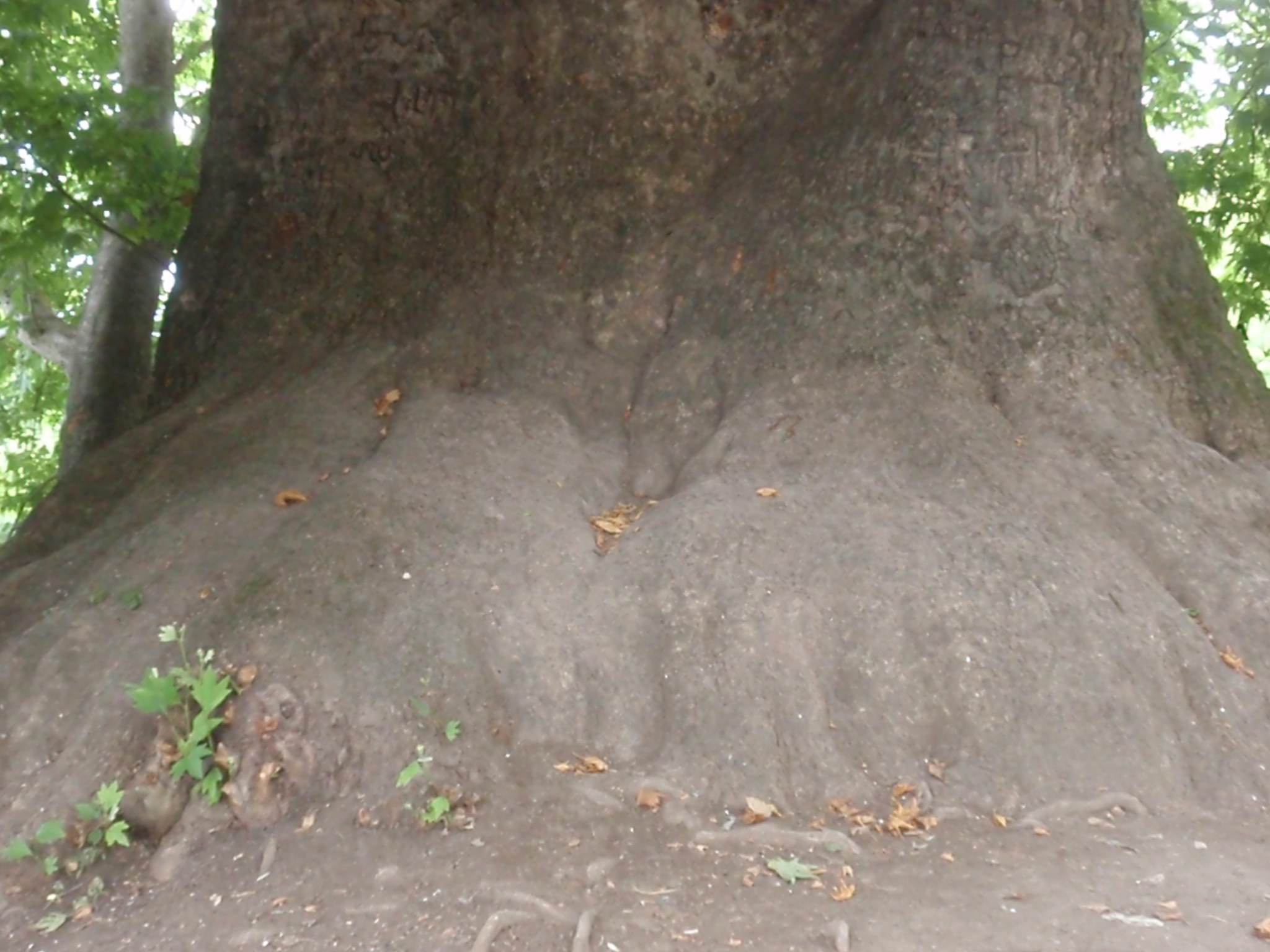
Стовбур дерева
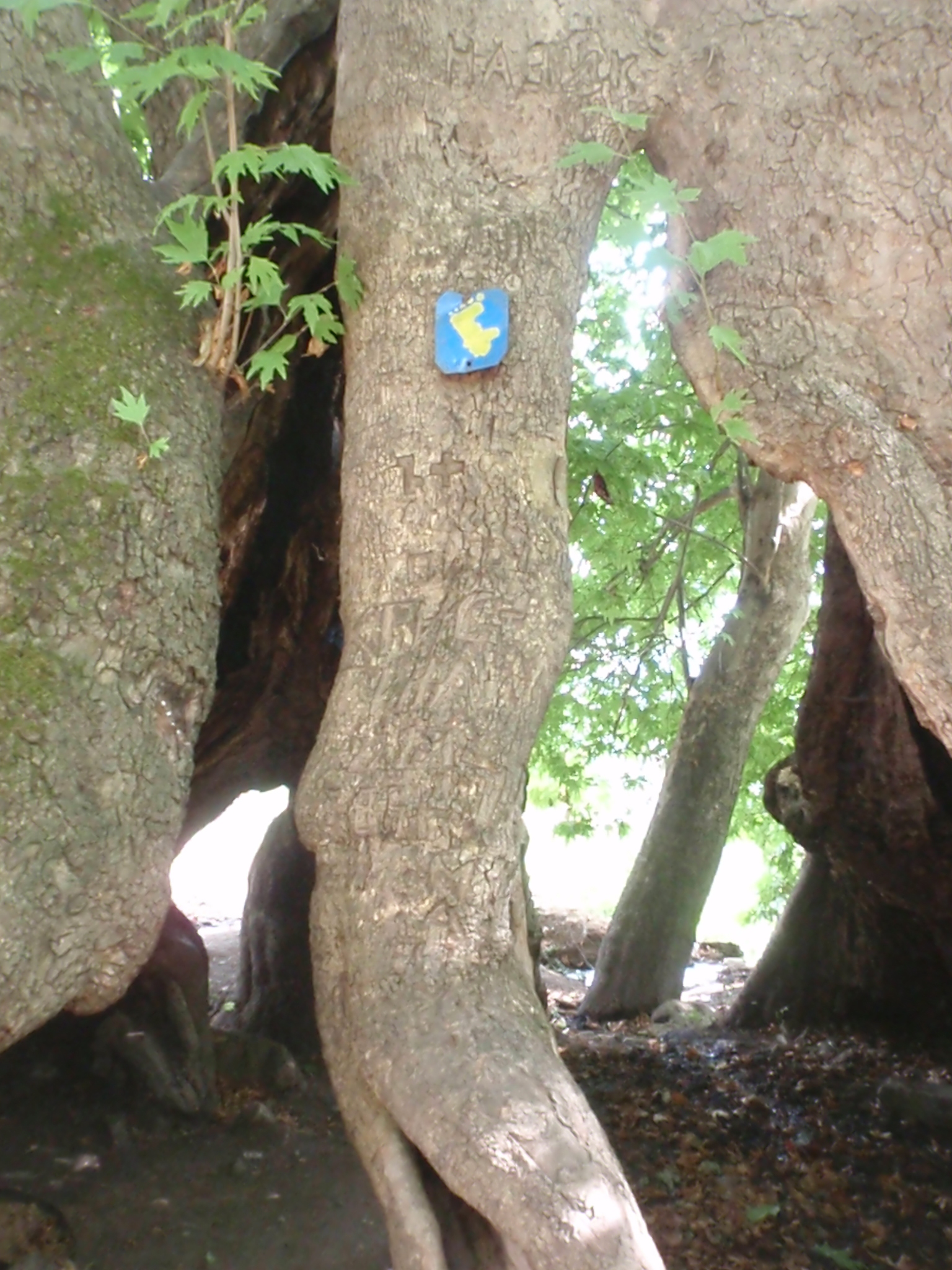
Стовбур дерева з іншої сторони з туристичною міткою